# Mavrik Bourque
Mavrik Bourque, född 8 januari 2002, är en kanadensisk professionell ishockeyforward som är kontrakterad till Dallas Stars i National Hockey League (NHL) och spelar för Texas Stars i American Hockey League (AHL).
Han har tidigare spelat för Cataractes de Shawinigan i Ligue de hockey junior majeur du Québec (LHJMQ).
Bourque draftades av Dallas Stars i första rundan i 2020 års draft som 30:e spelare totalt.

## Statistik
| 2015–2016    | Cascades de Bois-Francs     |              | 34  | 8  | 7   | 15  | 6   | 4  | 0  | 1  | 1  | 2  |
| 2016–2017    | Cascades de Bois-Francs     |              | 27  | 19 | 19  | 38  | 30  | 4  | 0  | 3  | 3  | 12 |
|              | Canimex de Marie-Rivier     | LHEQ         | 6   | 1  | 1   | 2   | 4   | —  | —  | —  | —  | —  |
| 2017–2018    | Estacades de Trois-Rivières | LHMAAAQ      | 40  | 22 | 24  | 46  | 6   | 14 | 8  | 13 | 21 | 12 |
| 2018–2019    | Cataractes de Shawinigan    | LHJMQ        | 64  | 25 | 29  | 54  | 30  | 6  | 2  | 3  | 5  | 2  |
| 2019–2020    | Cataractes de Shawinigan    | LHJMQ        | 49  | 29 | 42  | 71  | 30  | —  | —  | —  | —  | —  |
| 2020–2021    | Cataractes de Shawinigan    | LHJMQ        | 28  | 19 | 24  | 43  | 36  | 5  | 4  | 2  | 6  | 6  |
|              | Texas Stars                 | AHL          | 6   | 1  | 4   | 5   | 0   | —  | —  | —  | —  | —  |
| 2021–2022    | Cataractes de Shawinigan    | LHJMQ        | 31  | 20 | 48  | 68  | 30  | 16 | 9  | 16 | 25 | 8  |
| 2022–2023    | Texas Stars                 | AHL          | 70  | 20 | 27  | 47  | 18  | 8  | 1  | 3  | 4  | 4  |
| 2023–2024    | Dallas Stars                | NHL          | 1   | 0  | 0   | 0   | 0   | —  | —  | —  | —  | —  |
|              | Texas Stars                 | AHL          | 67  | 26 | 47  | 73  | 20  | —  | —  | —  | —  | —  |
| NHL totalt   | NHL totalt                  | NHL totalt   | 1   | 0  | 0   | 0   | 0   | —  | —  | —  | —  | —  |
| AHL totalt   | AHL totalt                  | AHL totalt   | 143 | 47 | 78  | 125 | 38  | 8  | 1  | 3  | 4  | 4  |
| LHJMQ totalt | LHJMQ totalt                | LHJMQ totalt | 172 | 93 | 143 | 236 | 126 | 27 | 15 | 21 | 36 | 16 |

### Internationellt
| Källa: Uppdaterad: 2024-04-09 | Källa: Uppdaterad: 2024-04-09 | Källa: Uppdaterad: 2024-04-09 |         | Utv = Utvisningsminuter | Utv = Utvisningsminuter | Utv = Utvisningsminuter | Utv = Utvisningsminuter | Utv = Utvisningsminuter |
| År                            | Lag                           | Mästerskap                    | Matcher | Mål                     | Assists                 | Poäng                   | Utv                     |                         |
| ----------------------------- | ----------------------------- | ----------------------------- | ------- | ----------------------- | ----------------------- | ----------------------- | ----------------------- | ----------------------- |
| 2019                          | Kanada                        | Hlinka Gretzky                | 5       | 0                       | 1                       | 1                       | 0                       |                         |
| Junior totalt                 | Junior totalt                 | Junior totalt                 | 5       | 0                       | 1                       | 1                       | 0                       |                         |